# Station Amsterdam Bijlmer ArenA
Station Amsterdam Bijlmer ArenA is een trein- en metrostation in het stadsdeel Zuidoost in Amsterdam. De precieze naam van het treinstation is Amsterdam Bijlmer ArenA en van het metrostation Station Bijlmer ArenA.
Het station bevindt zich tussen het Hoekenrodeplein aan de oostkant met daarachter het winkelcentrum Amsterdamse Poort en het Hoogoordplein en de ArenA Boulevard aan de westkant met de Johan Cruijff ArenA, de AFAS Live (voorheen Heineken Music Hall), Ziggo Dome en Pathé Arena.
Het station is een gezamenlijk ontwerp van het Britse architectenbureau Grimshaw Architects (architect Neven Sidor) en Arcadis Architecten (architect Jan van Belkum). De constructies, technische installaties en spoorinfrastructuur zijn een ontwerp van Arcadis. De bouw heeft € 150 miljoen gekost.

## Geschiedenis

### Eerste station

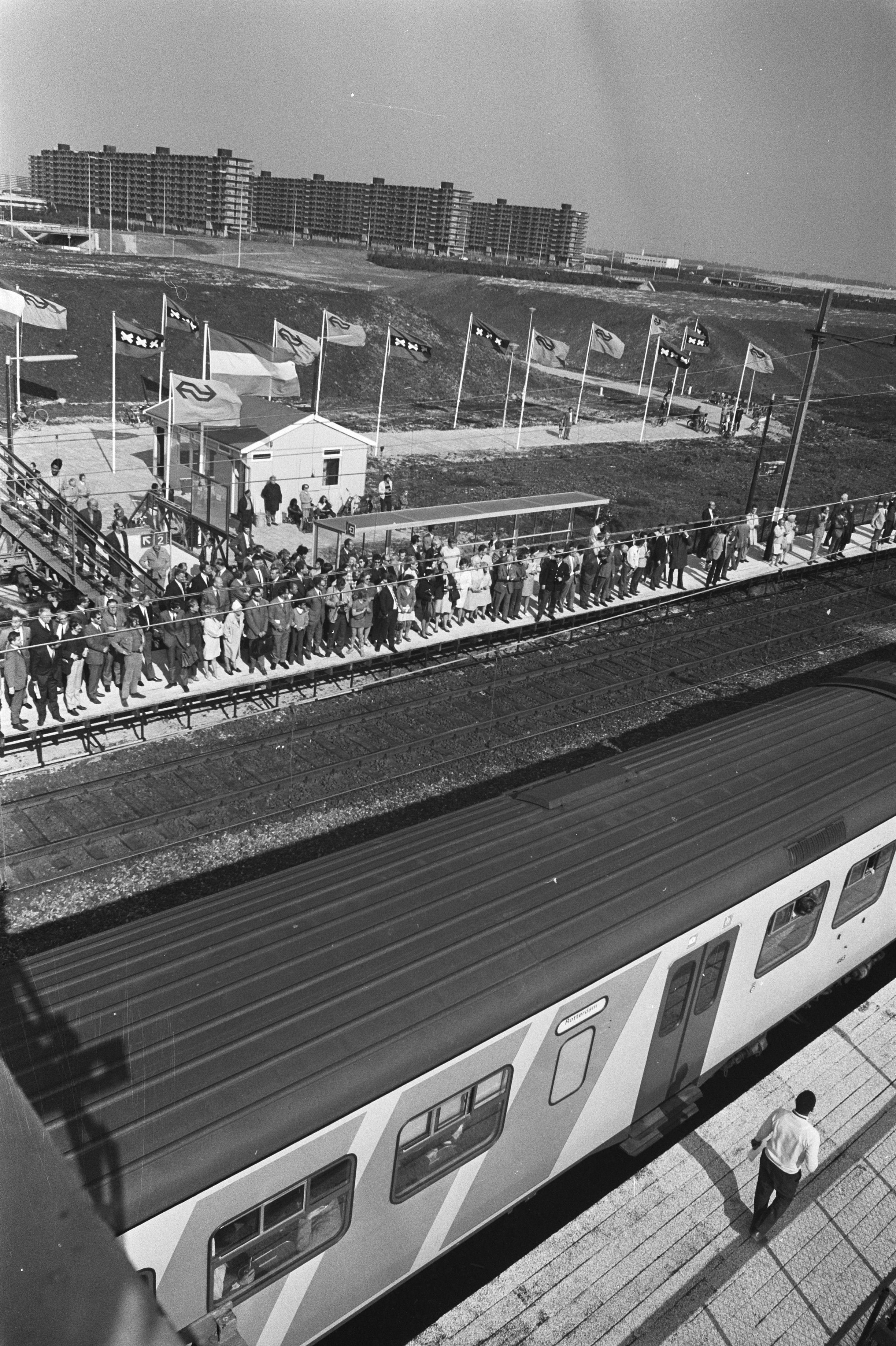
Opening eerste station in 1971

Station Bijlmer werd op 24 mei 1971 geopend als een eenvoudige (tijdelijke) halte langs de daar nog laaggelegen spoorlijn Amsterdam - Utrecht. Het station had houten perrons, een baileybrug over de sporen, een houten keet voor de kaartverkoop en een fietsenstalling. Er stopte elk halfuur een trein in beide richtingen. Bus 57 verbond het toen nog afgelegen station met de rest van de wijk.

### Tweede station

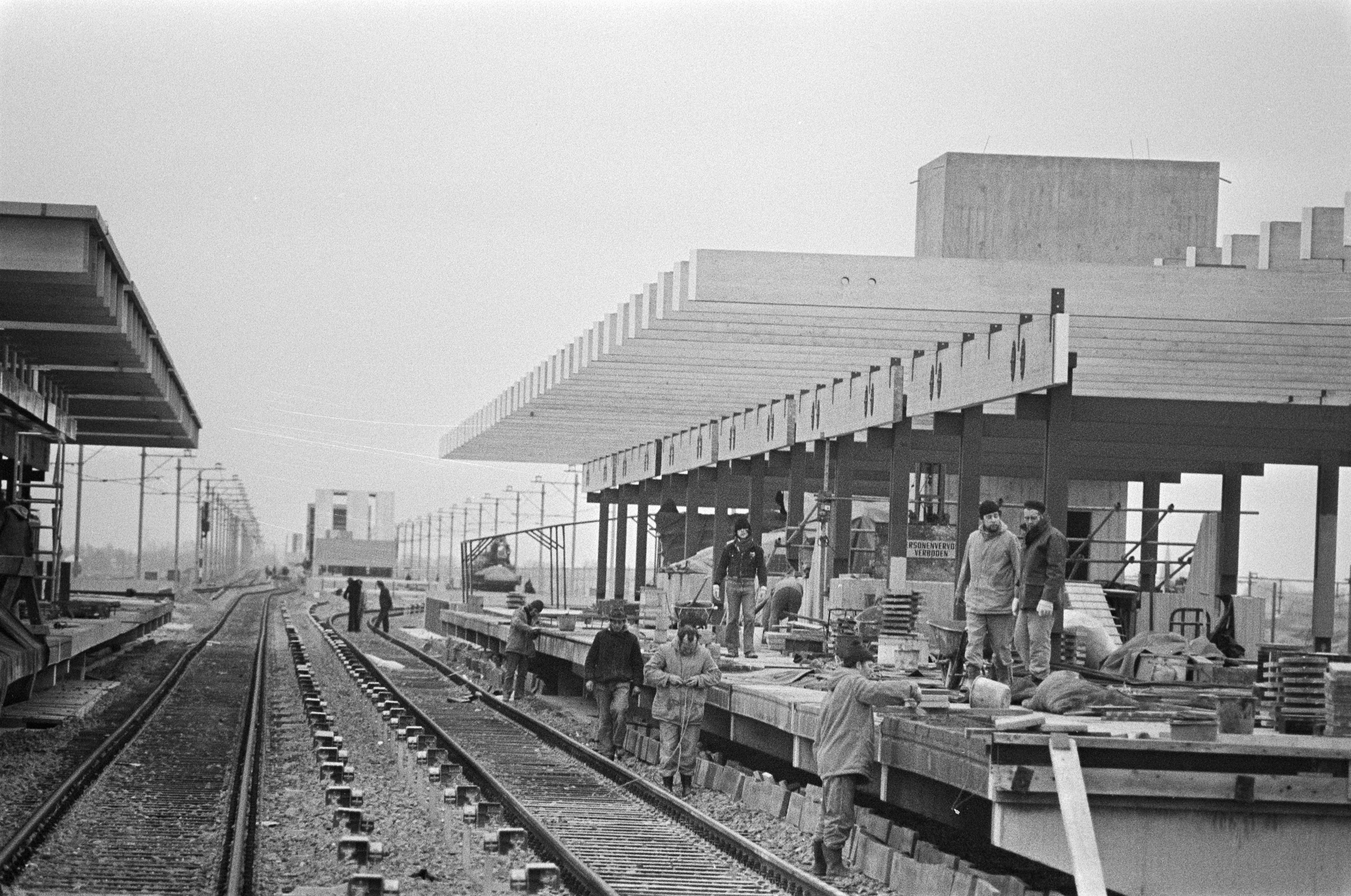
Tweede station in aanbouw in 1976

Op 26 maart 1976 werd de hooggelegen spoorbaan langs de Bijlmer in gebruik genomen met een nieuw station Amsterdam Bijlmer. Dit station lag ten oosten van het oude station en kreeg vier sporen: twee voor de trein en daartussen twee voor de metro die op 14 oktober 1977 werd geopend. Er was voor elk van beide richtingen een perron met aan de ene zijde het treinspoor en aan de andere zijde het metrospoor, waardoor een cross-platform-overstap tussen trein en metro mogelijk was.
De metrolijn naar Holendrecht (verlengd in 1982 naar Gein; thans lijn 54) kreeg hier een halte. Sinds juni 1997 heeft ook lijn 50 (Isolatorweg – Gein) hier een halte.
Het bijzondere aan dit station was dat dit destijds het enige NS-station in Nederland was dat niet door een eigen architect van NS was ontworpen. Station Bijlmer werd als onderdeel van de Oostlijn van de Amsterdamse metro beschouwd en geheel in die stijl ontworpen door de architecten van de metrolijn, Ben Spängberg en Sier van Rhijn.
Het busstation kwam op de Bijlmerdreef op maaiveldniveau aan de oostzijde. Onder meer tijdens de werkzaamheden waarbij de Bijlmerdreef voor het station alsnog halfhoog werd uitgevoerd was het busstation tijdelijk aan de westzijde van het station op de plaats van de oude spoorbaan aan de kant waar nu het huidige busstation ligt. Het station was na de wijziging slechts langs een smal trappetje bereikbaar. Later kwam er een bredere trap en verschenen er diverse winkels. In het begin was er geen NS loket, later kwam er alsnog een loket in een voormalig winkelpand. De Bijlmerdreef verdween langs het station toen in 2000 de werkzaamheden voor het derde station begonnen waarbij het busstation voor zes jaar werd verplaatst naar de Foppingadreef ca. 250 meter oostelijk van het station.
Tijdens en vooral na voetbalwedstrijden in de Amsterdam ArenA werd het station gesloten: omdat te vaak na afloop van een wedstrijd gevaarlijke situaties ontstonden op de overvolle perrons terwijl intercitytreinen deze perrons met 140 km/h passeerden.

### Huidig station

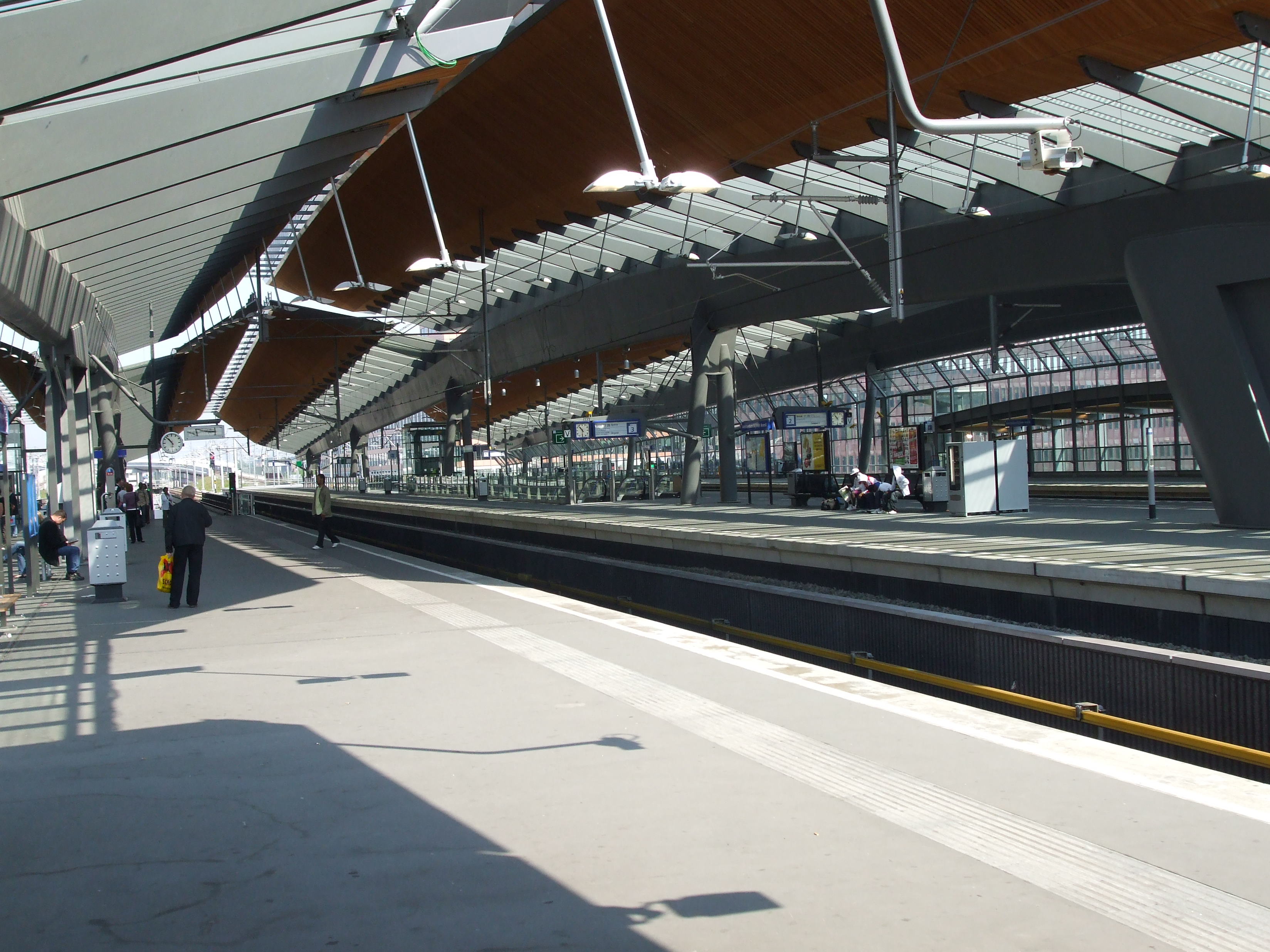
Het huidig station vanaf het perron

Vanaf 2000 werd gebouwd aan het huidige station. Het station moet in korte tijd (na afloop van een voetbalwedstrijd of een concert) zeer veel reizigers kunnen verwerken, het station is daarom ruim opgezet en er zijn op de (meeste) perrons drie roltrappen. Verder hebben metro's en treinen op dit station aparte en bredere perrons zodat treinmachinisten van passerende intercity's na afloop van een wedstrijd geen rekening hoeven te houden met de vele reizigers op het metro-eilandperron. De andere redenen voor de uitbreiding van het aantal perrons waren de nieuwe rechtstreekse verbinding naar Schiphol via de Utrechtboog en de verdubbeling van het aantal sporen tussen Bijlmer ArenA en station Utrecht Centraal van twee naar vier in dezelfde periode. De bouw was een gecompliceerde aangelegenheid omdat het trein- en metroverkeer tijdens de bouw moest doorrijden afgezien van een aantal weekeinden. Men bouwde aan weerszijden van het oude station eerst het gedeelte aan de westzijde bij en daarna het gedeelte aan de oostzijde. Daarna kon in verschillende fases het oude station worden afgebroken en vervangen door het nieuwe gedeelte. Hierbij waren verschillende tijdelijke situaties van kracht waarbij de metrosporen in fases tijdelijk werden verlegd over al gereed zijnde NS sporen en men daardoor ruimte kreeg voor de aanleg van het nieuwe metroperron.
De Utrechtboog is in gebruik genomen in maart 2006. In december 2006 is een nieuw busstation in gebruik genomen aan de westzijde. 
Per 10 december 2006 is met het ingaan van de dienstregeling 2007 de naam van het station gewijzigd in Amsterdam Bijlmer ArenA. Het was de bedoeling dat op dat moment ook alle zes treinsporen in gebruik genomen zouden worden. Tot 25 april 2007 gold er voor de stoptreinen een aangepaste dienstregeling tussen Amsterdam en Utrecht. Met het gereedkomen van alle sporen kon de dienstregeling volgens oorspronkelijk plan worden gereden. De intercity's Schiphol Airport - Amsterdam Zuid - Utrecht Centraal stoppen allen te Amsterdam Bijlmer ArenA. De intercity's Amsterdam Centraal - Amsterdam Amstel - Utrecht Centraal stoppen hier gebruikelijkerwijs niet overdag.
Op 17 november 2007 is het nieuwe station Amsterdam Bijlmer ArenA door toenmalig Prinses Máxima officieel geopend. 24 april 2008 werd het uitgeroepen tot het BNA Gebouw van het Jaar 2008.

## Trein- en metrostation
Het station heeft in totaal acht sporen. Van die acht sporen zijn er twee voor de metro (sporen 4 en 5) (aan weerszijden van een apart metroperron), en twee sporen (sporen 2 en 7) sluiten aan op de Utrechtboog richting Amsterdam Zuid en Schiphol.
| westzijde: ArenA Boulevard met Johan Cruijff ArenA, Pathé Arena, AFAS Live en Ziggo Dome |  | oostzijde: Hoekenrodeplein met horeca en hotel, winkelcentrum Amsterdamse Poort |

| Spoor | Gebruik |
| ----- | --- |
| 1     | voor doorgaande treinen vanuit Utrecht Centraal, gaande in de richting van Amsterdam Centraal. Alleen 's avonds na 19:30 (ma-vr) of 23:00 (weekend) of tijdens hele drukke evenementen in de omgeving stoppen hier treinen. |
| 2     | treinen die via de Utrechtboog naar Amsterdam Zuid en Schiphol gaan. |
| 3     | treinen vanuit Utrecht Centraal en Rotterdam Centraal, gaande in de richting Amsterdam Centraal. |
| -     | metro richting Amsterdam Centraal (54) en Isolatorweg (50). |
| -     | metro richting Gein (50 en 54). |
| 6     | treinen vanuit Amsterdam Centraal, gaande in de richting Rotterdam Centraal en Utrecht Centraal. |
| 7     | treinen komend van de Utrechtboog, gaande in de richting Utrecht Centraal. |
| 8     | voor doorgaande treinen vanuit Amsterdam Centraal, gaande in de richting van Utrecht Centraal. Alleen 's avonds na 19:30 (ma-vr) of 23:00 (weekend) of tijdens hele drukke evenementen in de omgeving stoppen hier treinen. |

Het is een station met poortjes. Er was een gemeenschappelijk OV-chipkaartgebied voor de twee vervoerders NS als GVB. De afscheiding van het buitengebied was in de hal. In 2011 zijn er aparte OV-chipkaartgebieden per perron gekomen. Er is geen NS loket maar wel een GVB loket.
Aan de zuidzijde van het metroperron bevinden zich noodtrappen. Bij de treinperrons bevinden deze zich aan de noordzijde.

## Treinen
De volgende treinseries stoppen op dit station:
| Serie            | Treinsoort          | Route | Bijzonderheden |
| ---------------- | ------------------- | --- | --- |
| 1400             | Intercity (NS)      | Utrecht Centraal – Amsterdam Bijlmer ArenA – Amsterdam Centraal – Schiphol Airport – Den Haag HS – Rotterdam Centraal | Nachtnet. In beide richtingen stopt de eerste trein (in beide richtingen rond 1:30 uur) op Amsterdam Bijlmer ArenA. In de nacht van dinsdag op woensdag zijn er werkzaamheden aan de Westtak. Deze serie stopt dan niet op Schiphol Airport. Dat station wordt dan bediend door intercity 11400. |
| 3100             | Intercity (NS)      | Den Haag Centraal – Leiden Centraal – Schiphol Airport – Amsterdam Bijlmer ArenA – Utrecht Centraal – Veenendaal-De Klomp – Ede-Wageningen – Arnhem Centraal – Nijmegen                                                              | Rijdt na circa 22:30, zaterdagochtend tot circa 9:00 en op zondagochtend tot circa 10:00 niet tussen Nijmegen en Utrecht Centraal v.v. Stopt alleen van vrijdag t/m zondag tot circa 19:00 te Veenendaal-De Klomp.                                                                               |
| 3200             | Intercity (NS)      | Arnhem Centraal – Ede-Wageningen – Utrecht Centraal – Amsterdam Bijlmer ArenA – Amsterdam Zuid – Schiphol Airport – Leiden Centraal – Den Haag HS – Delft – Rotterdam Centraal                                                       | Stopt niet te Schiedam Centrum. Rijdt alleen van maandag tot en met donderdag tot circa 19:00. |
| 3500             | Intercity (NS)      | Dordrecht – Rotterdam Centraal – Schiedam Centrum – Delft – Den Haag HS – Leiden Centraal – Schiphol Airport – Amsterdam Zuid – Amsterdam Bijlmer ArenA – Utrecht Centraal – 's-Hertogenbosch – Eindhoven Centraal – Helmond – Venlo | Rijdt na circa 22:30, op zaterdagochtend tot circa 9:00 en op zondagochtend tot circa 10:00 niet tussen Dordrecht en Utrecht Centraal v.v. |
| 4000             | Sprinter (NS)       | Uitgeest – Zaandam – Amsterdam Centraal – Amsterdam Bijlmer ArenA – Breukelen – Woerden – Gouda – Rotterdam Centraal | |
| 7400             | Sprinter (NS)       | Uitgeest – Zaandam – Amsterdam Centraal – Amsterdam Bijlmer ArenA – Breukelen – Utrecht Centraal – Driebergen-Zeist | Rijdt alleen tijdens de brede spitsuren, waarbij net na de ochtendspits en net vóór de middagspits enkel tussen Uitgeest en Utrecht Centraal v.v. wordt gereden. |
| 11400            | Intercity (NS)      | Leiden Centraal – Schiphol Airport – Amsterdam Bijlmer ArenA | Nachtnet. Rijdt alleen in de nachten volgend op dinsdag en woensdag |
| Nachttrein 32710 | Nachttrein (Arriva) | Maastricht – Eindhoven Centraal – 's-Hertogenbosch – Utrecht Centraal – Amsterdam Bijlmer ArenA – Amsterdam Centraal – Schiphol Airport                                                                                              | Rijdt alleen in de nacht van vrijdag op zaterdag. |

- Intercity's van en naar Amsterdam Zuid stoppen wel op dit station maar intercity's van en naar Amsterdam Centraal niet. De laatste 4 treinen van treinserie 800 uit Maastricht en de laatste 2 treinen naar Eindhoven stoppen echter wel. De treinen van treinserie 2900 stoppen hier alleen na 19:30 (maandag t/m vrijdag) of 23:00 (weekend). De nachtnettreinen stoppen alleen in de nacht van dinsdag op woensdag.[3]

## Metrolijnen
Vanaf Bijlmer ArenA rijden metro's van het GVB. Er zijn verbindingen verder Zuidoost in (naar Gein), alsook naar het centrum en Amsterdam-West.
| Lijn | Route                                                               |
| ---- | ------------------------------------------------------------------- |
|      | Isolatorweg - Station Amsterdam Zuid - Station Bijlmer ArenA - Gein |
|      | Centraal Station - Amstelstation - Station Bijlmer ArenA - Gein     |

## Busstation
Station Bijlmer ArenA is het belangrijkste busstation voor Amsterdam-Zuidoost. Streeklijnen uit onder andere Utrecht, Haarlem, Aalsmeer,  Purmerend, Edam/Volendam, Mijdrecht en Almere vinden er hun eindpunt/tussenstop, evenals diverse stadsdiensten. Het busstation bevindt zich onder de sporen aan de westzijde.
Het station valt officieel onder het concessiegebied "Stadsvervoer Amsterdam". Het GVB is hier de vervoerder in opdracht van de Vervoerregio Amsterdam. Het meeste vervoer rond het station wordt dan ook door het GVB geregeld. Doordat station Bijlmer ArenA centraal gelegen is komen er ook buslijnen uit andere concessiegebieden. Het betreft de volgende concessiegebieden:
- Amstelland-Meerlanden, Connexxion in opdracht van de Vervoerregio Amsterdam
- Busvervoer Almere, Keolis Nederland in opdracht van de gemeente Almere
- Provincie Utrecht, Syntus Utrecht in opdracht van de provincie Utrecht
- Zaanstreek-Waterland, EBS in opdracht van de Vervoerregio Amsterdam

Hieronder volgt een overzicht van de buslijnen die station Bijlmer ArenA aandoen (de buslijnen die op de Hoogoorddreef stoppen in plaats van het busstation worden apart vermeld):
| Lijn      | Route                                                                                                  | Vervoerder            | Platform | Opmerkingen                               |
| --------- | --- | --------------------- | -------- | ----------------------------------------- |
| Stadsbus  | |                       |          |                                           |
| 44        | Station Bijlmer ArenA - Station Diemen Zuid - Station Diemen - Diemen Noord                            | GVB                   | G        |                                           |
| 47        | Station Bijlmer ArenA - Gaasperplas - Holendrecht                                                      | GVB                   | G        |                                           |
| 49        | Station Bijlmer ArenA - Gaasperplas - Station Weesp                                                    | GVB                   | K        | Alleen maandag tot en met vrijdag overdag |
| 66        | Station Bijlmer ArenA - Diemen - IJburg                                                                | GVB                   | F        |                                           |
| Streekbus | |                       |          |                                           |
| 120       | Station Bijlmer ArenA - Station Abcoude - Station Breukelen - Maarssen - Utrecht CS                    | Syntus Utrecht        | H        |                                           |
| 126       | Station Bijlmer ArenA - Vinkeveen - Wilnis - Mijdrecht Centrum                                         | Syntus Utrecht        | H        | 's Nachts als lijn N26                    |
| 171       | Station Bijlmer ArenA - Amstelveen - Aalsmeer Busstation                                               | Connexxion            | D        |                                           |
| 200       | Gaasperplas → Station Bijlmer ArenA → Schiphol Airport                                                 | Connexxion            | B        | Een rit in vroege ochtend                 |
| 255       | Station Bijlmer ArenA - Station Haarlem                                                                | Connexxion            | D        |                                           |
| 271       | Gaasperplas → Station Bijlmer ArenA → Aalsmeer FloraHolland                                            | Connexxion            | D        | Een rit in vroege ochtend                 |
| R-net     | |                       |          |                                           |
| 300       | Station Bijlmer ArenA - Amstelveen - Schiphol - Hoofddorp - Vijfhuizen - Station Haarlem               | Connexxion            | A/B      | 's Nachts als lijn N30                    |
| 330       | Station Bijlmer ArenA - Muiden - Almere 't Oor - Almere Stad - Almere Buiten                           | Keolis, formule allGo | J        |                                           |
| 356       | Station Bijlmer ArenA - Amstelveen - Badhoevedorp - Station Haarlem                                    | Connexxion            | C        |                                           |
| 360       | Station Bijlmer ArenA - Diemen - IJburg                                                                | GVB                   | E        |                                           |
| Nachtbus  | |                       |          |                                           |
| N26       | Amsterdam Leidseplein → Station Bijlmer ArenA → Mijdrecht → Wilnis → Kamerik → Woerden Molenvliet      | Syntus Utrecht        | H        | Nachtversie van lijn 126                  |
| N30       | Station Bijlmer ArenA - Amstelveen - Schiphol - Hoofddorp - Haarlem - Driehuis - IJmuiden Dennekoplaan | Connexxion            | B        | Nachtversie van lijn 300                  |
| N85       | Centraal Station - Rembrandtplein - Amstelstation - Station Bijlmer ArenA - Holendrecht - Gein         | GVB                   | A/G      |                                           |
| N86       | Centraal Station (→ Leidseplein) - Wibautstraat - Station Bijlmer ArenA                                | GVB                   | F        |                                           |
| N87       | Centraal Station - Rembrandtplein - Oost - Diemen - Geinwijk - Station Bijlmer ArenA                   | GVB                   | E        |                                           |

| Lijn              | Route                                                                        | Vervoerder | Opmerkingen |
| ----------------- | ---------------------------------------------------------------------------- | ---------- | ----------- |
| M.net spitsbussen |                                                                              |            |             |
| 276               | Station Holendrecht - Station Bijlmer ArenA - Purmerend P+R N244             | EBS        |             |
| 277               | Station Holendrecht - Station Bijlmer ArenA - Purmerend Korenstraat          | EBS        |             |
| 278               | Station Holendrecht - Station Bijlmer ArenA - Monnickendam - Edam - Volendam | EBS        |             |
| R-net             |                                                                              |            |             |
| 370               | Station Holendrecht - Station Bijlmer ArenA - Purmerend Tramplein            | EBS        |             |

De spitslijnen rijden in de ochtendspits alleen in de richting Holendrecht. In de avondspits rijden ze alleen in de richtingen Purmerend, Edam en Volendam.

## Voorzieningen
Op het station zijn verschillende winkels en horecazaken aanwezig, alsmede een toilet en fietsenstallingen. Een loket is niet aanwezig.

## Galerij

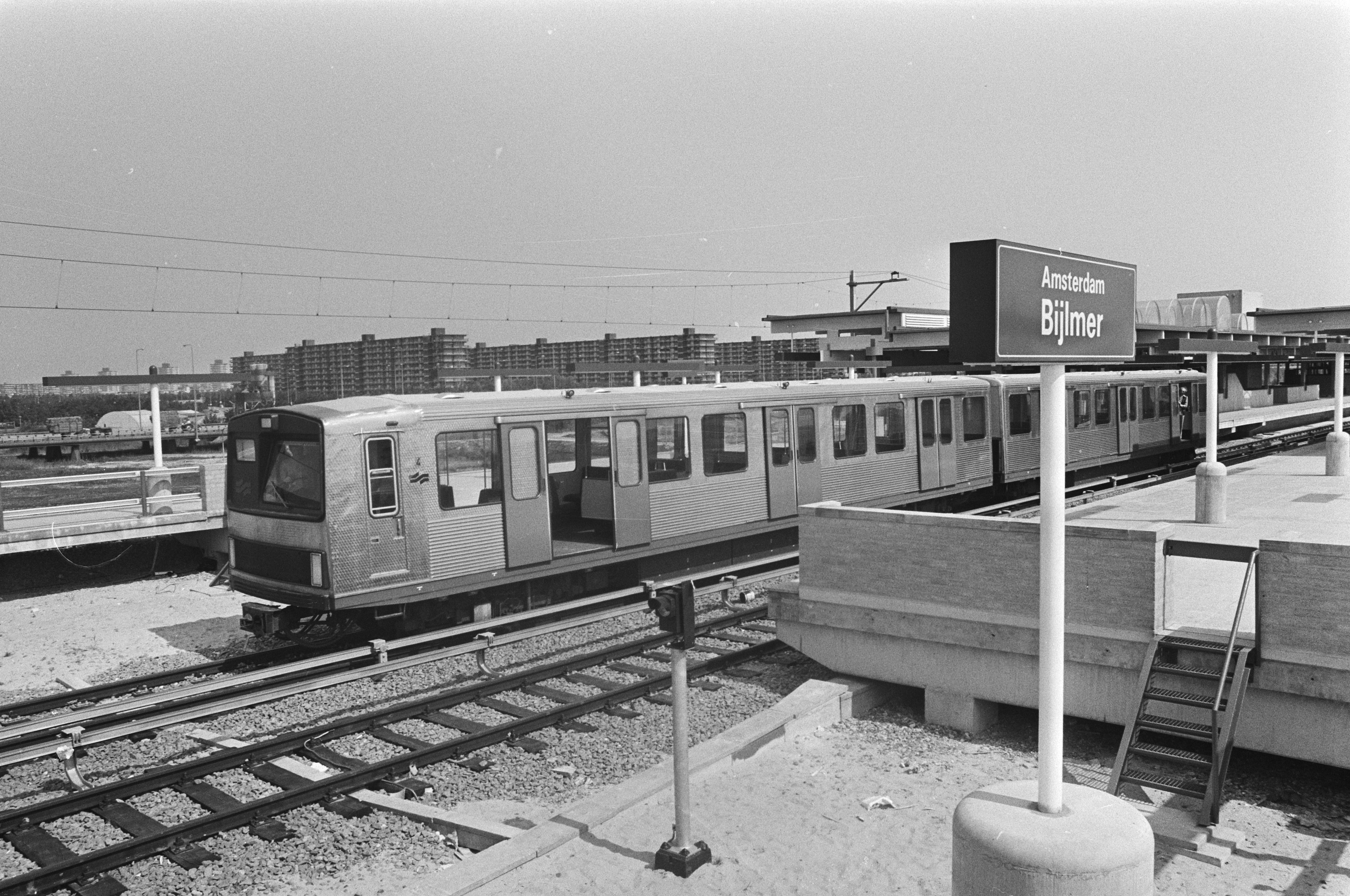
Inrijden metrosporen in 1976
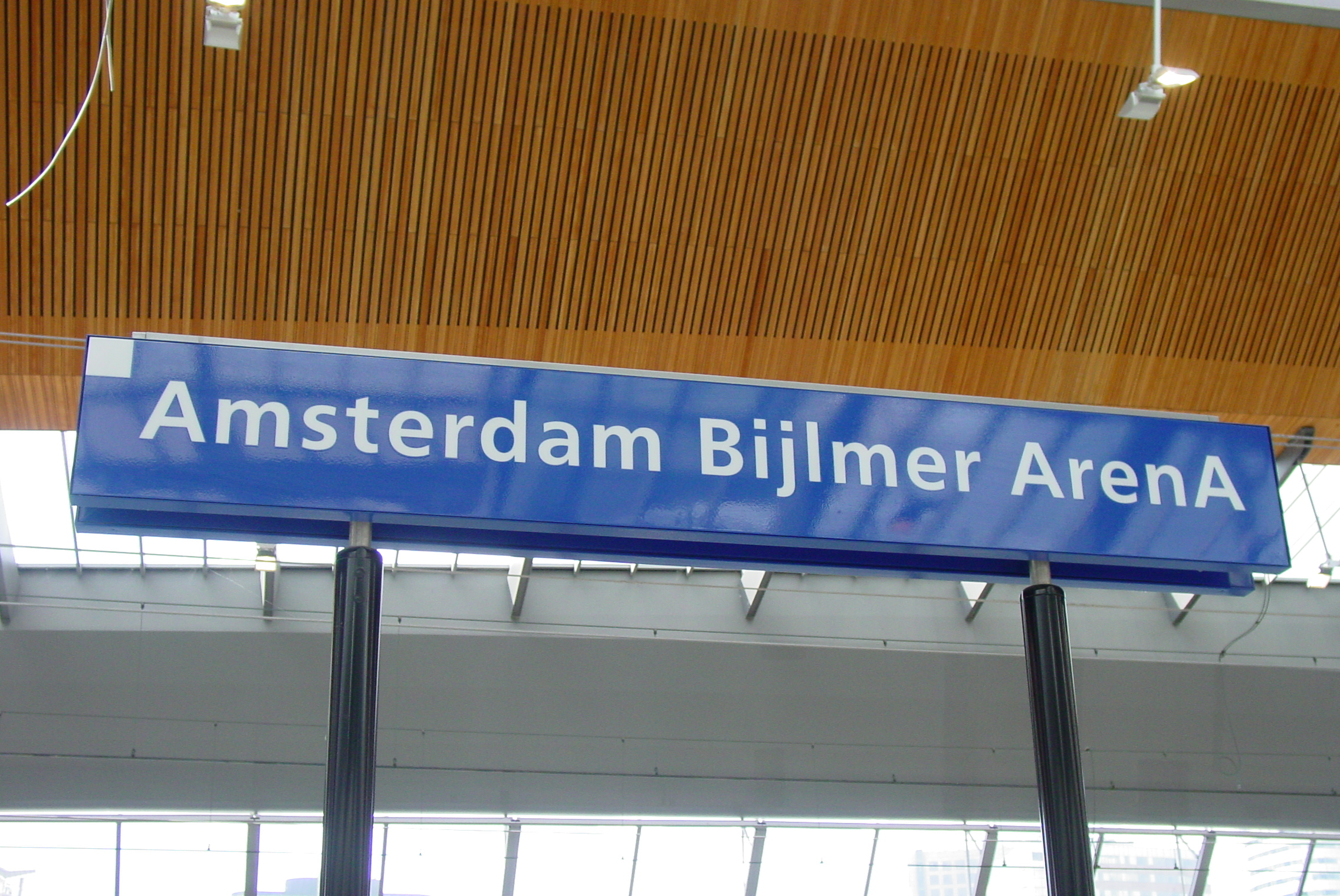
Stationsbord (2007)
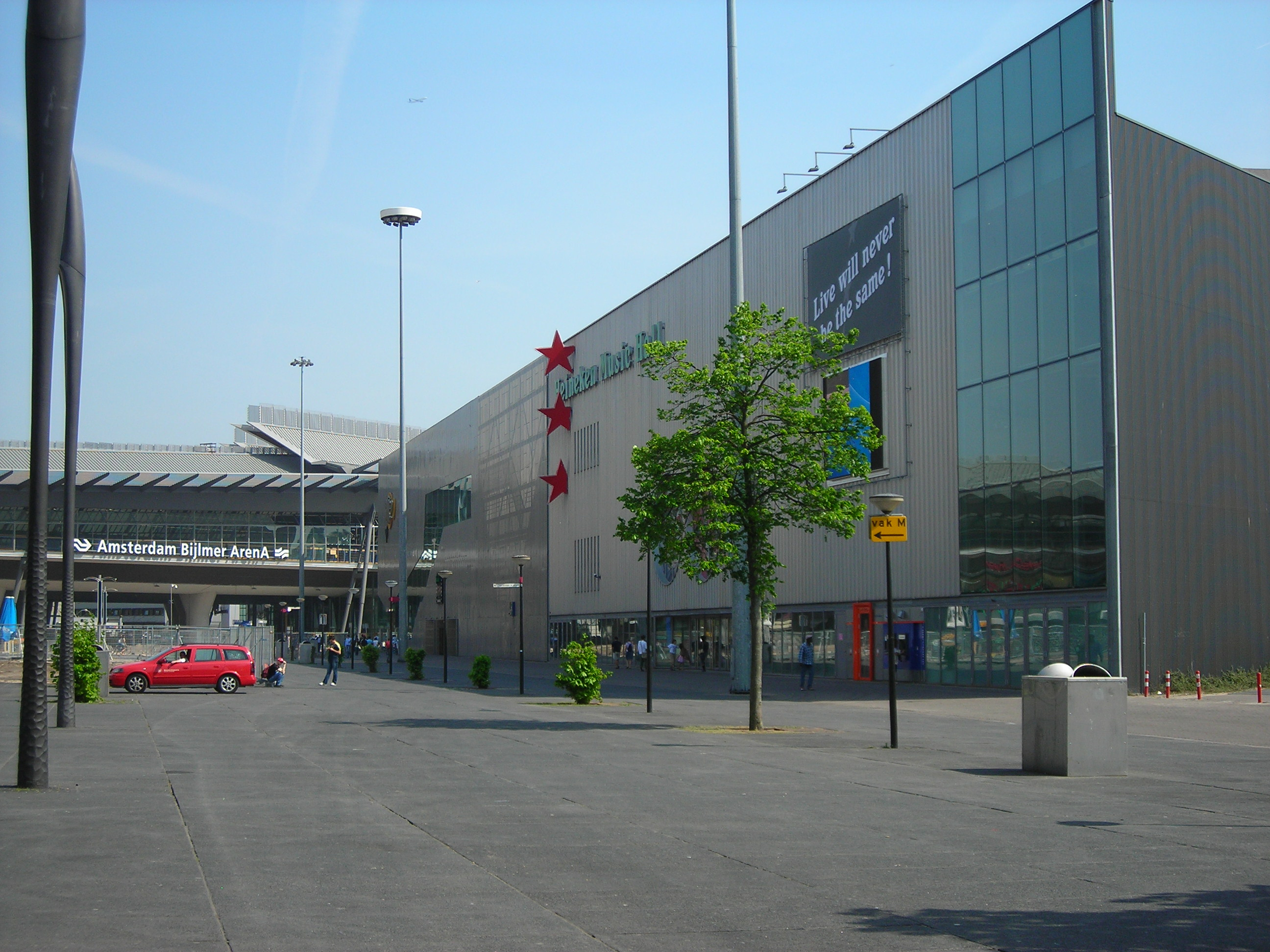
De buitenzijde aan de kant van de ArenA Boulevard (2007) (sinds 1 juli 2020 bekend als Johan Cruijff Boulevard)
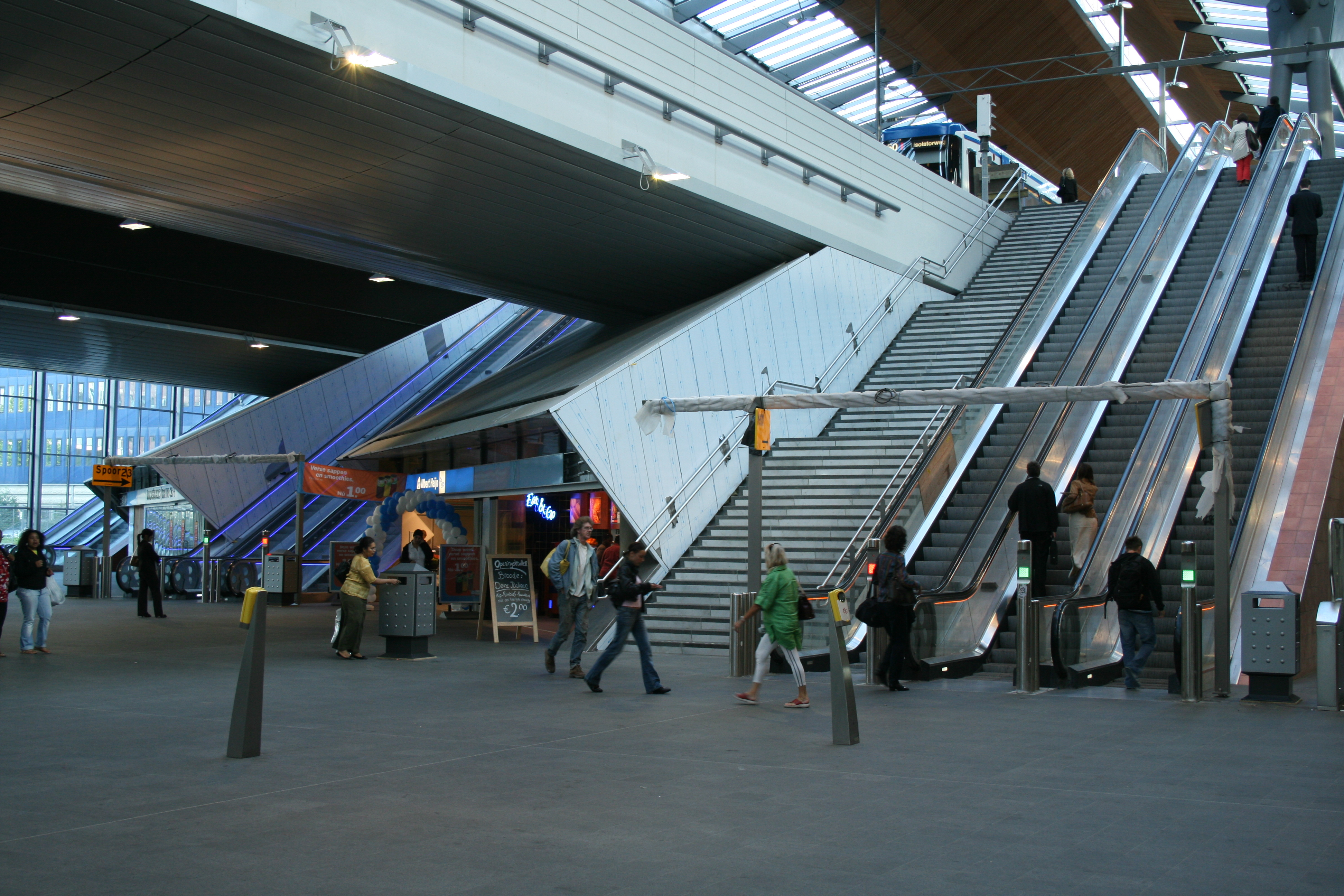
Stationshal met roltrappen metroperron (2007)
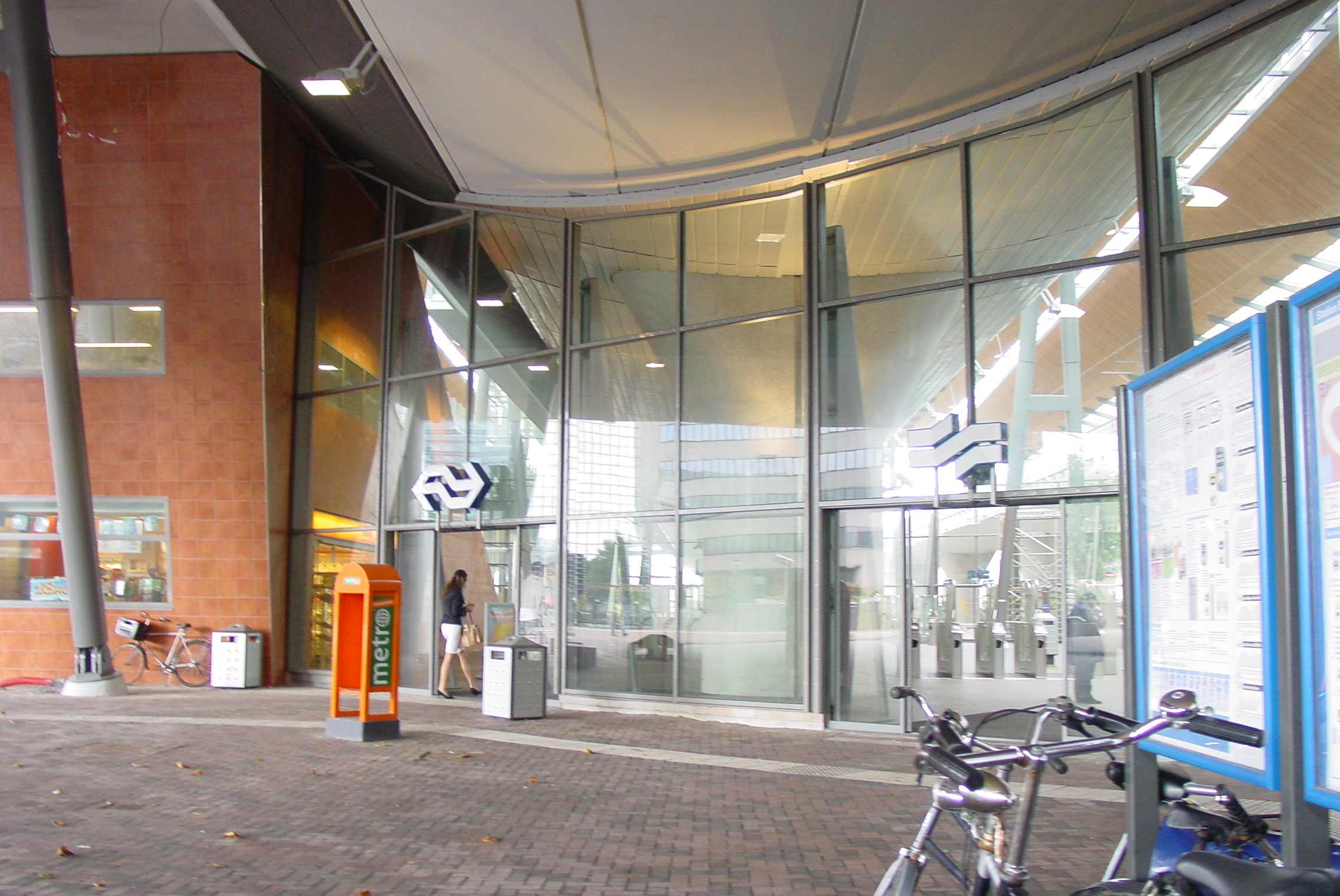
Ingang vanaf het busstation (2007)
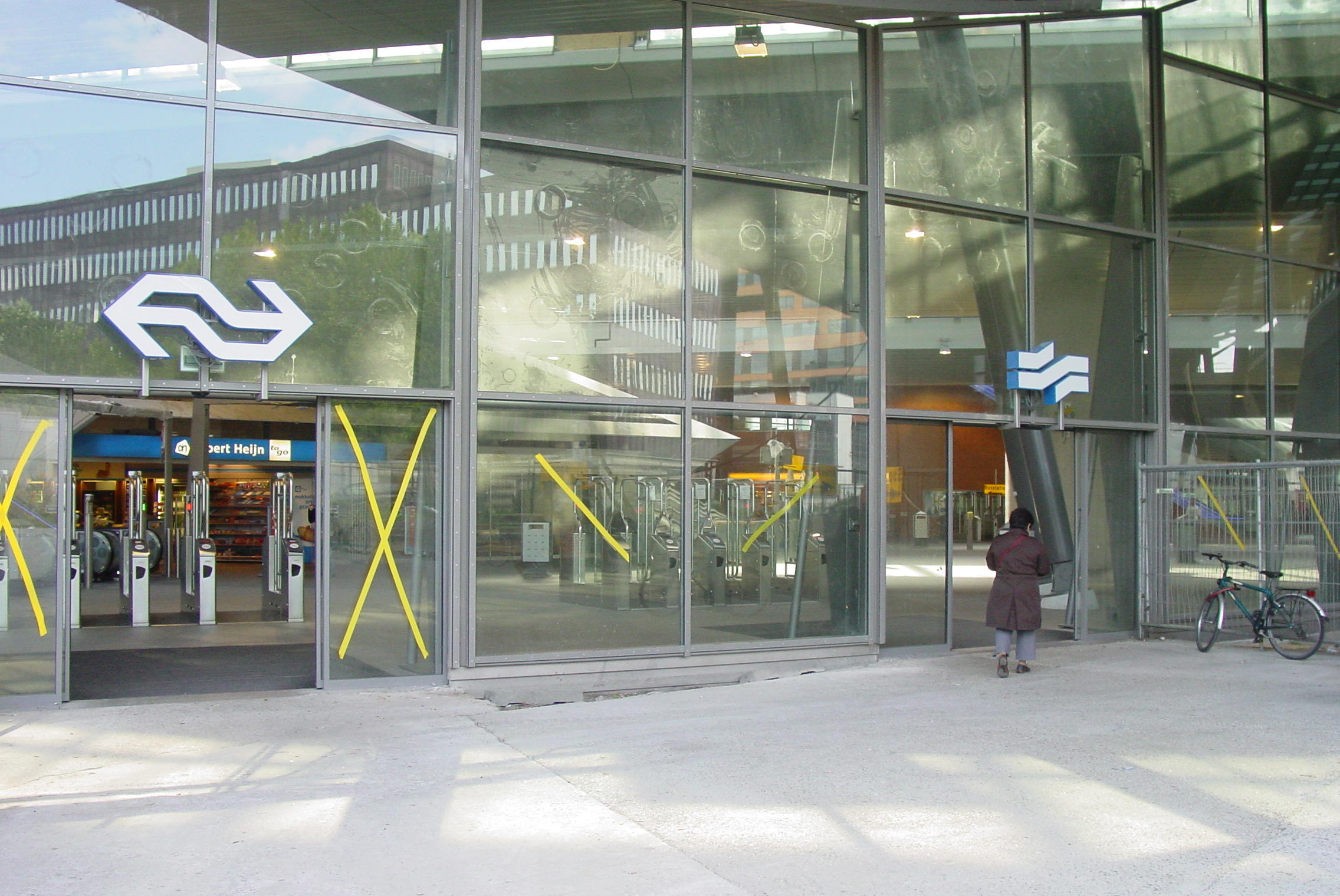
Ingang vanaf de Amsterdamse Poort (2007)
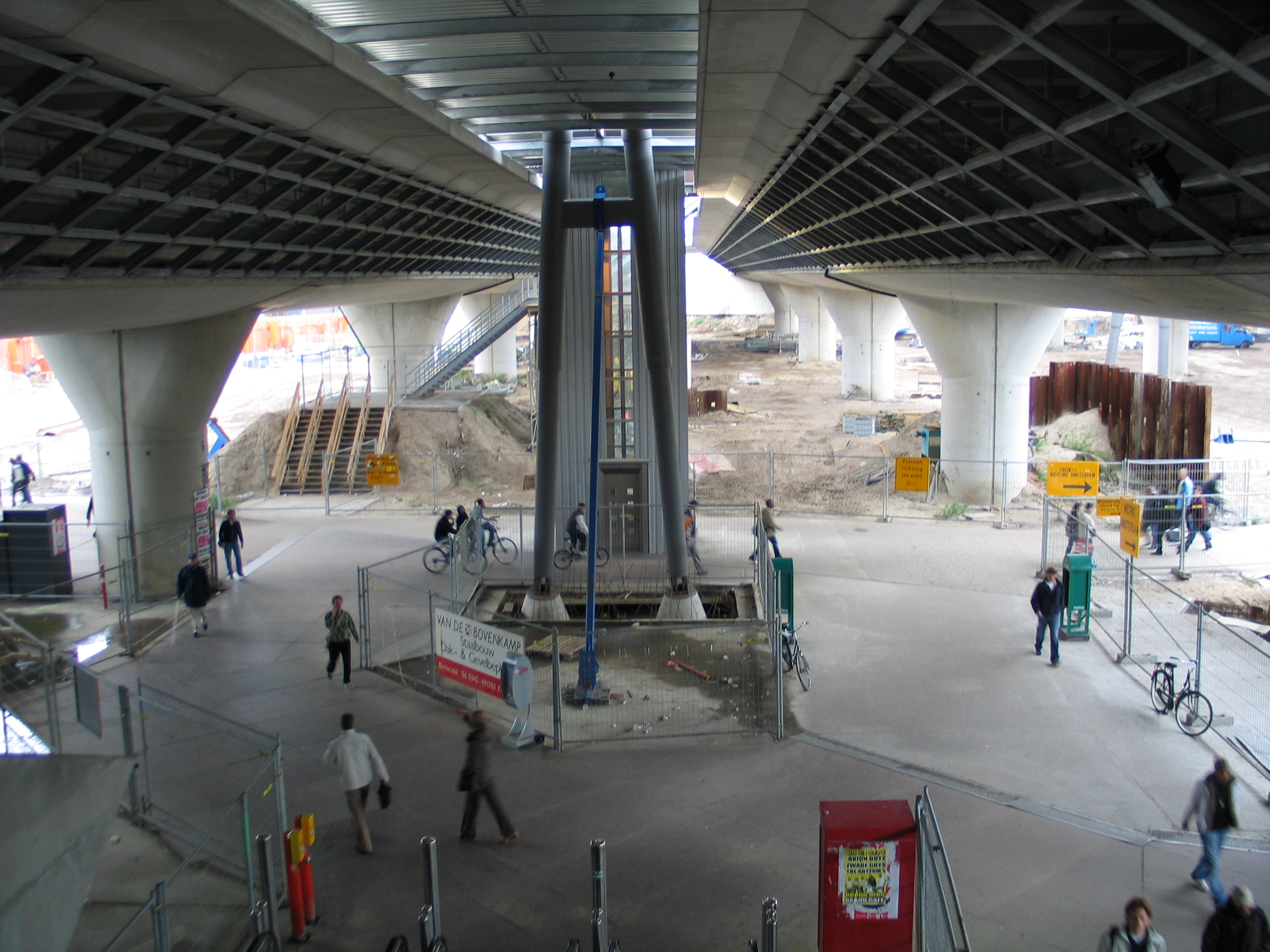
Stationshal (2005)
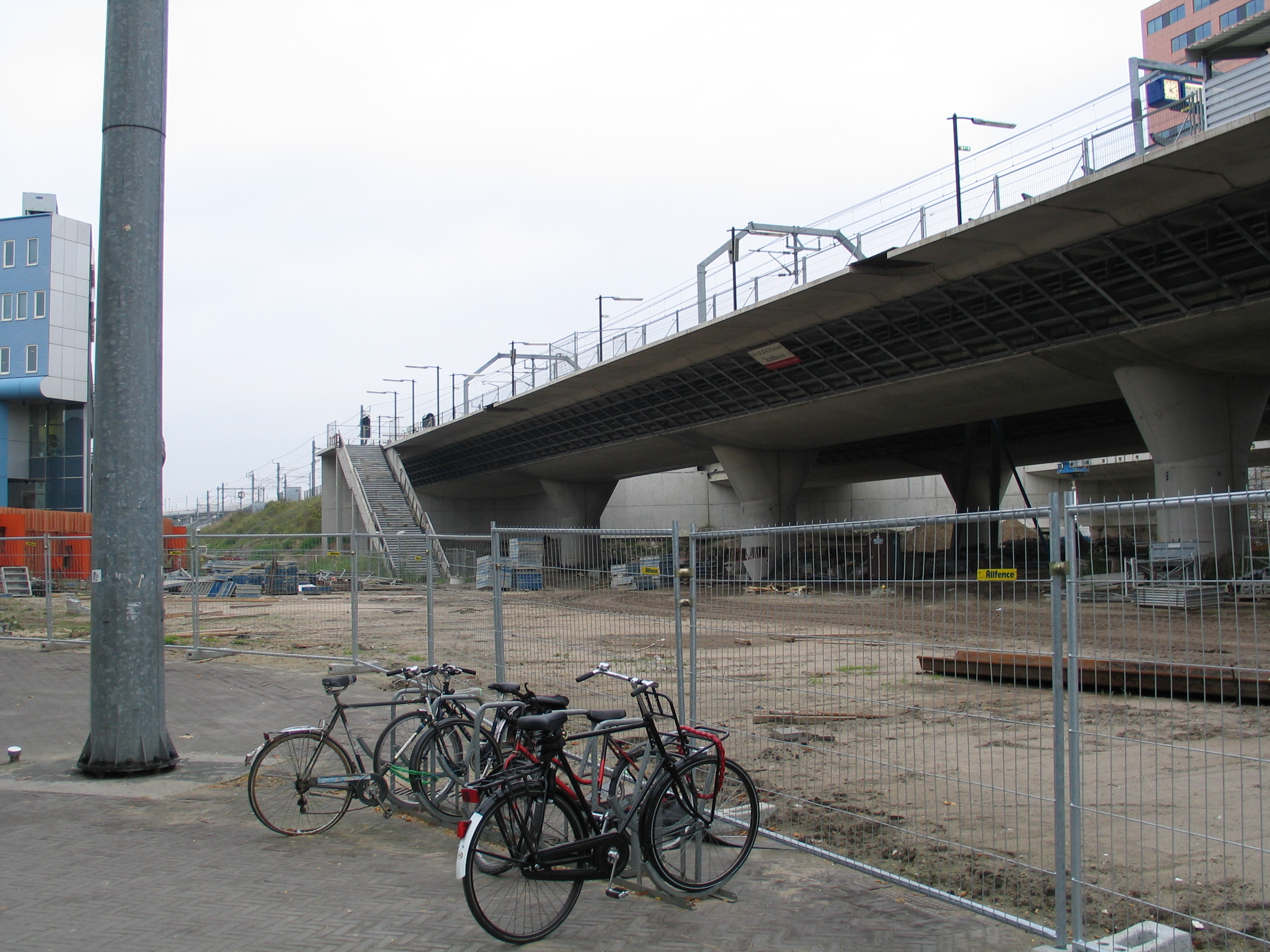
Station vanaf ArenA Boulevard (2005)
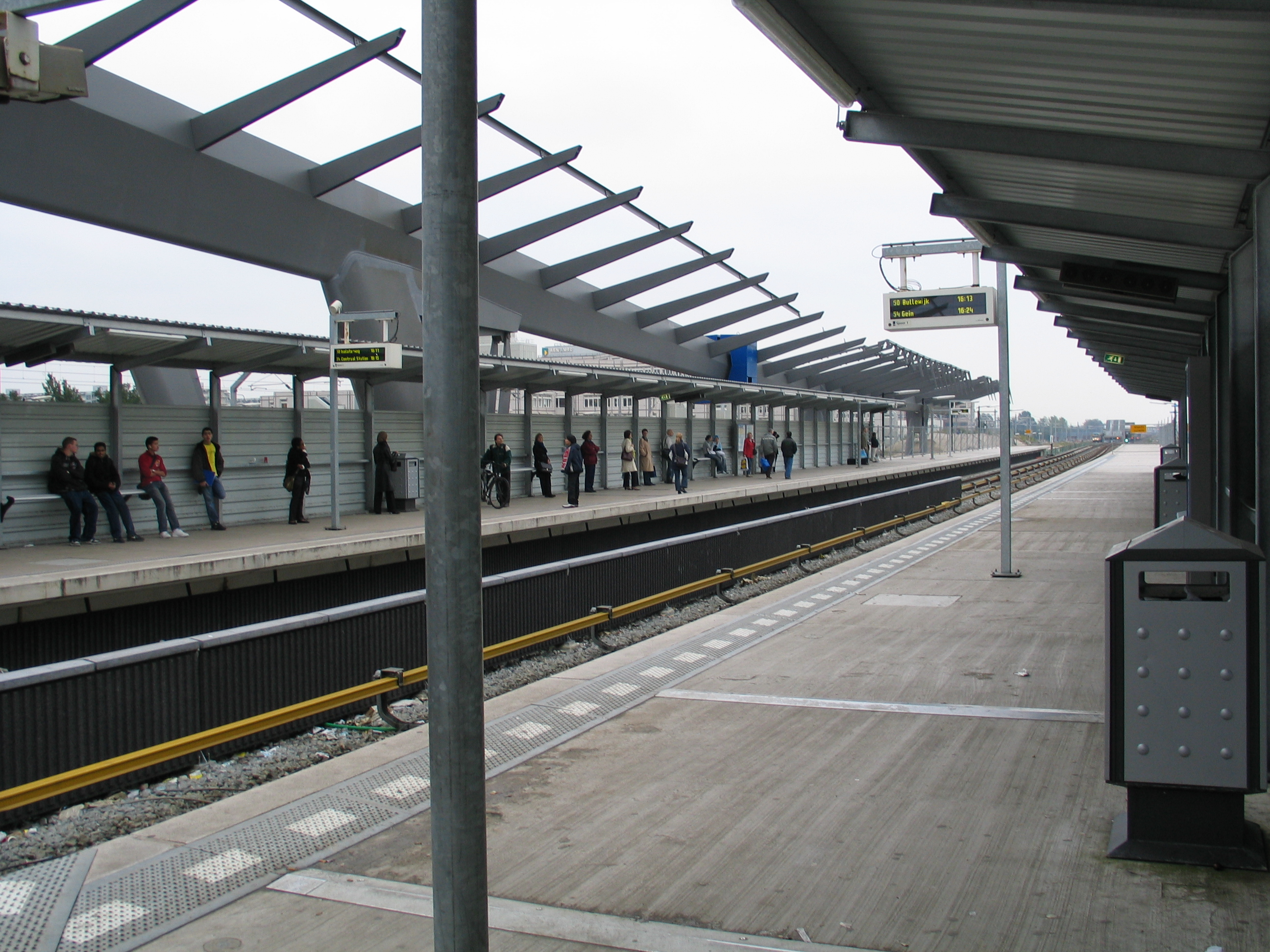
Tijdelijke metroperrons (2005)
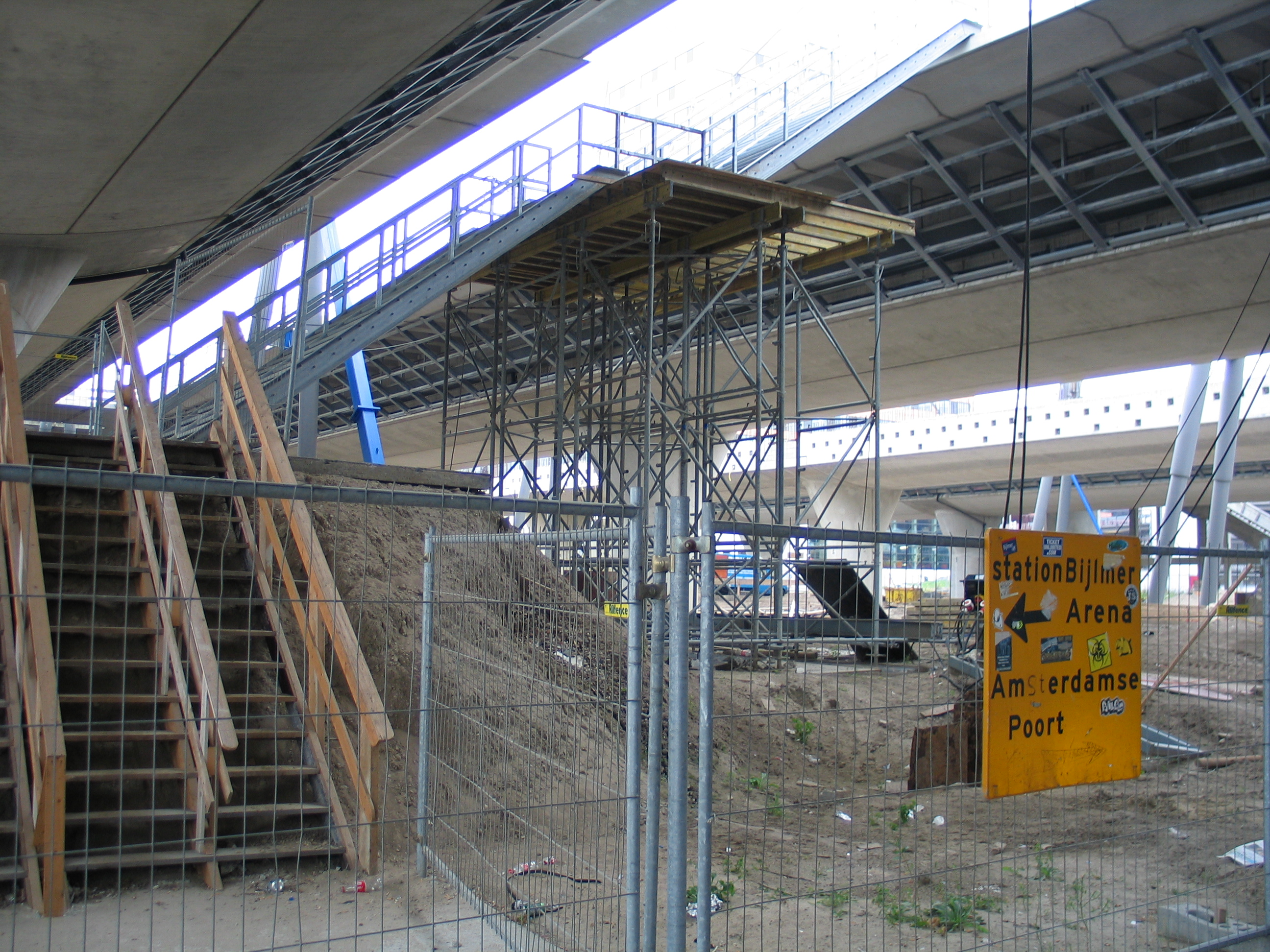
Stationshal richting buitenkant viaduct (2005)
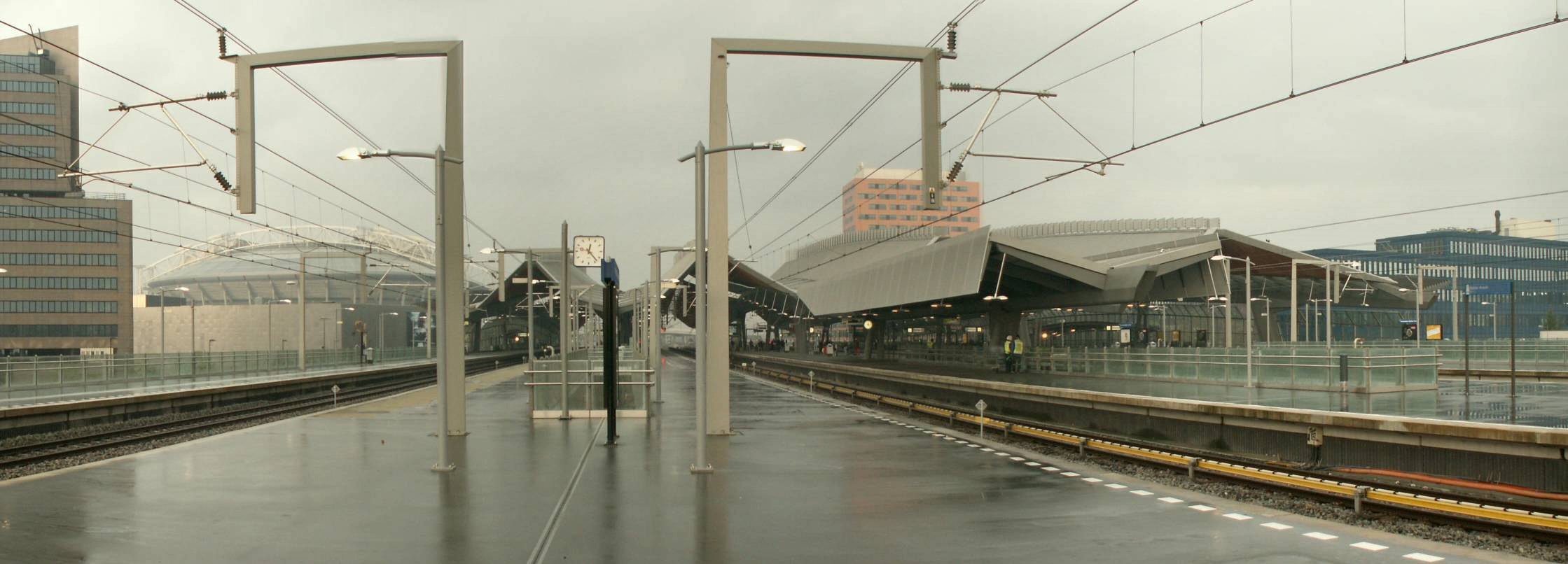
Station enkele uren voor de officiële (her)opening (17 november 2007)
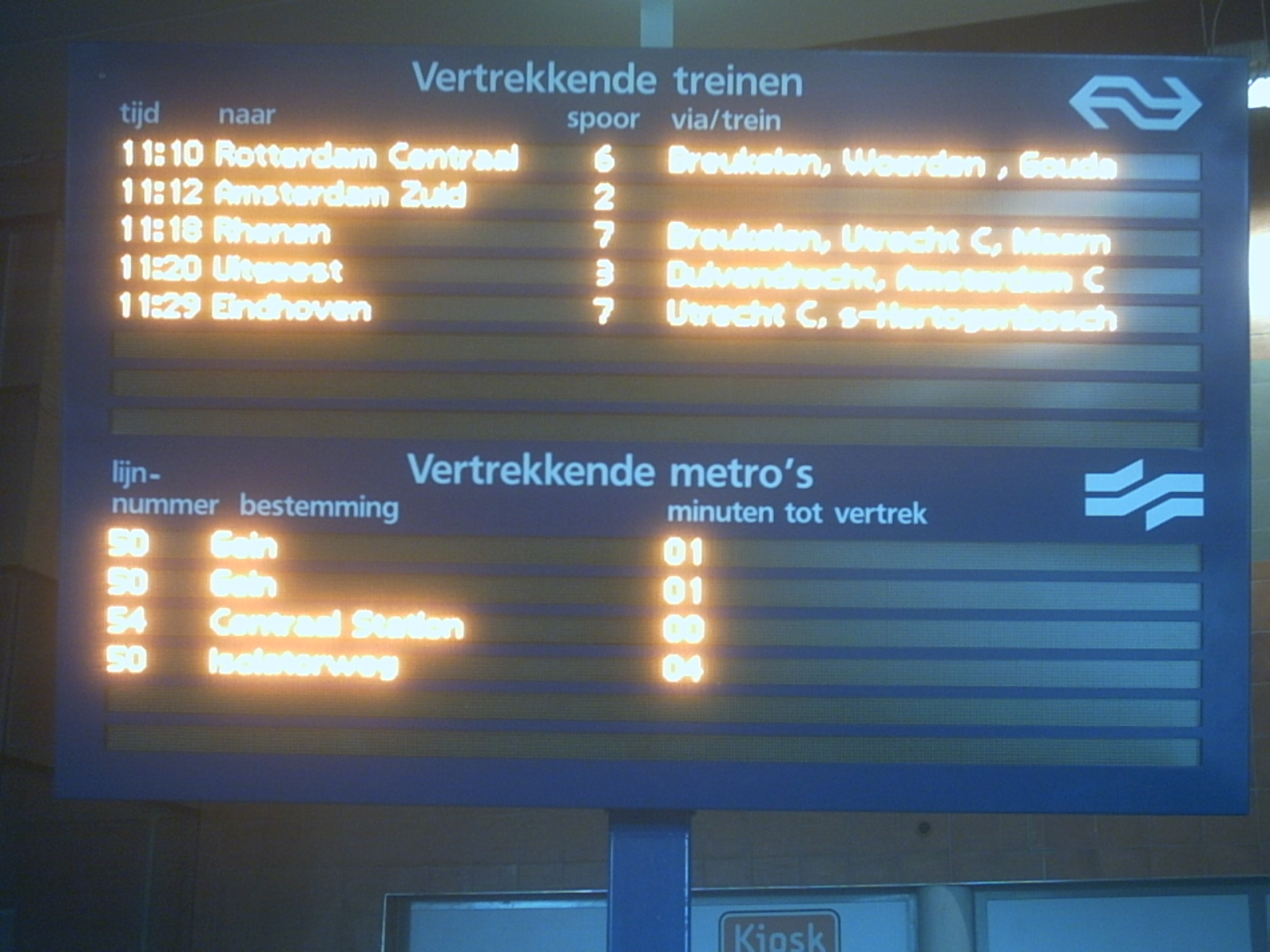
Het bord dat de volgende vertrekkende treinen en metro's aangeeft

## Ontwikkeling aantal reizigers
Het aantal door NS vervoerde reizigers (per gemiddelde werkdag) ontwikkelde zich sedert 2019 als volgt:
| Jaar | Aantal reizigers |
| ---- | ---------------- |
| 2019 | 32.197           |
| 2020 | 11.325           |
| 2021 | 10.498           |
| 2022 | 20.739           |
| 2023 | 24.761           |
| 2024 | 25.873           |